# 2729 Urumqi
2729 Urumqi eller 1979 UA2 är en asteroid i huvudbältet som upptäcktes den 18 oktober 1979 av Purple Mountain-observatoriet i Nanjing, Kina. Den är uppkallad efter den kinesiska staden Urumqi.
Asteroiden har en diameter på ungefär 14 kilometer och den tillhör asteroidgruppen Koronis.